# Ludovico Buglio

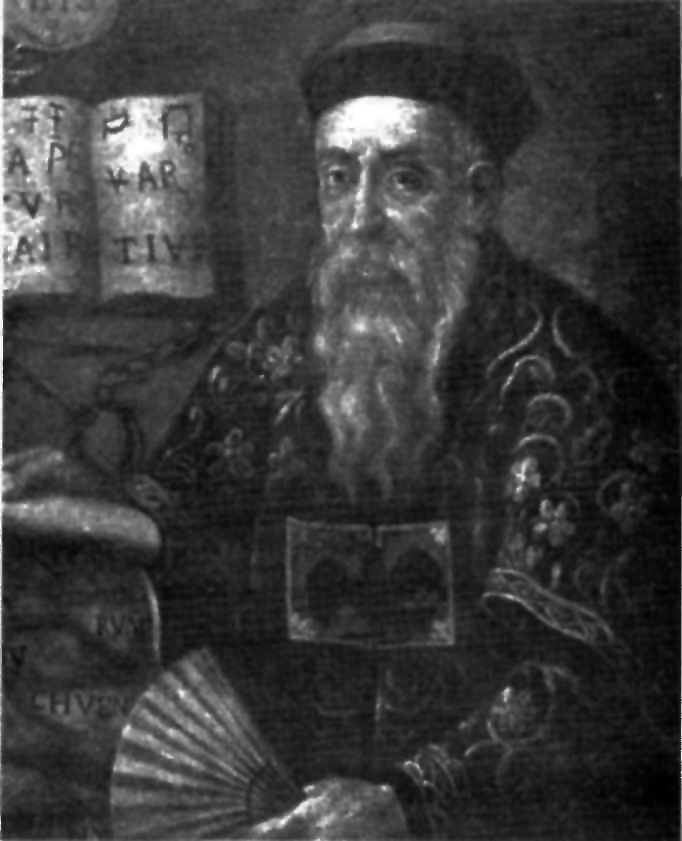
Ludovico Buglio

Ludovico Buglio SJ (auch Lodovico Buglio; * 25. Januar 1606 in Mineo; † 12. Oktober 1682 in Peking) war ein italienischer Jesuit, der als Missionar in China aktiv war und in seiner Spätzeit den Titel eines Großmandarins trug.

## Leben und Werk
Ludovico Buglio trat 1622 dem Jesuitenorden bei. Nach einer Karriere als Professor für Geisteswissenschaften und Rhetorik am Römischen Kolleg bat er darum, als Missionar nach China gesandt zu werden. Er kam 1637 nach Macau und ging 1639 als Missionar nach China und wirkte dort in den Provinzen Sichuan, Jiangxi und Fujian. 1648 wurde er von Tartaren gefangen genommen und nach Peking gebracht. Hier wurde er von dem gleichzeitig verfolgten Johann Adam Schall von Bell geschützt. Ludovico Buglio litt stark unter den Verfolgungen bis 1671 schließlich der neue junge Kaiser Kangxi in seine vollen Rechte eingeführt war.
Ab diesem Moment wirkte Ludovico Buglio als Lehrer westlicher Malerei und als Autor asketischer, moraltheologischer wie auch apolegetischer Werke. Er erwies sich als bedeutender Übersetzer lateinischer Werke ins klassische Chinesisch. Er übersetzte Teil I und Teil III der Summa Theologica des Thomas von Aquin, das Römische Messbuch (Peking, 1670), das Brevier (Peking, 1674) und das Rituale Romanum (Peking, 1675) ins Chinesische. Diese Übersetzungen waren Teil des jesuitischen Projekts zur Einführung einer Liturgie in chinesischer Sprache. Ludovico Buglio veröffentlichte insgesamt mehr als 80 theologische Werke in chinesischer Sprache. Einige seiner Werke wurden in China in den letzten Jahren neu ediert.
Ludovico Buglio arbeitete mit den Mitbrüdern Adam Schall von Bell, Ferdinand Verbiest und Gabriel de Magalhães bei der Reform des chinesischen Kalenders zusammen.  Alle drei genossen dabei das Vertrauen und die Wertschätzung Kaiser Kangxis. Bei seinem Tod erhielt Ludovico Buglio ein vom Kaiser angeordnetes Staatsbegräbnis.